# Thomas Leeming Grundy
Pour les articles homonymes, voir Grundy.
Thomas Leeming Grundy, né le 6 janvier 1808 à Bolton et mort le 10 mars 1841 à Camden Town, est un graveur britannique.

## Biographie
Thomas Leeming Grundy naît le 6 janvier 1808 à Bolton. Il est le fils du lieutenant Grundy. Il est le frère de John Clowes Grundy.
Thomas Leeming Grundy est apprenti chez un typographe à Manchester, mais, aspirant à un travail plus élevé, à la fin de son apprentissage, il arrive à Londres. Là, il travaille pour plusieurs revues. Ayant atteint une certaine habilité dans la gravure au trait, il est ensuite employé par M. Doo, puis par M. Goodall, le graveur de paysage. 
Il grave les portraits de plusieurs ecclésiastiques.
Sa meilleur œuvre est The Lancashire Witch, d'après W. Bradley.
Il a beaucoup de goût et son art est prometteur lorsqu'il est atteint d'une inflammation. Thomas Leeming Grundy meurt le 10 mars 1841 à Camden Town.